# František Frolík
František Frolík (* 1949) je český sběratel autogramů a rukopisů z Nového Strašecí, publicista a autor výstav o osobnostech v oblasti středních Čech, přispívá do Novostrašeckého měsíčníku.
Absolvent Střední průmyslové školy stavební v Kladně, od roku 1968 pracoval na Správě a údržbě silnic. Od roku 1984 sbírá autogramy a rukopisy významných českých i zahraničních osobností, od roku 1987 je členem celostátního Klubu sběratelů autogramů. Spoluautorkou knihy o slánských osobnostech je jeho dcera Markéta Vlková (* 1978).

## Výstavy
- 1999 – Městské muzeum Nové Strašecí
  - Okresní muzeum Rakovník
  - Vlastivědné muzeum Jesenice
- 2000 – Vlastivědné muzeum Slaný
- 2004 – Muzeum Českého krasu Beroun
- 2005 – Městské muzeum Velvary
  - 2007 – Lidická galerie – Památník Lidice
- 2011 – Muzeum TGM Rakovník
- 2012 – Muzeum TGM – pobočka Lány
- 2013 – Muzeum TGM – pobočka Nové Strašecí
- 2015 – Muzeum TGM – pobočka Nové Strašecí
- 2017 – Muzeum TGM – pobočka Lány
- 2018 – Městské muzeum Velvary
  - Galerie Kryt – Klášterec nad Ohří
  - Městské muzeum Velvary
- 2019 – Městský úřad Nové Strašecí (společně s Markétou Vlkovou)
- 2022 – Městské muzeum Stochov (společně s Markétou Vlkovou)
- 2023 – Obecní úřad Družec (společně s Markétou Vlkovou)

## Dílo
- FROLÍK, František, Lidé kolem T.G.M., vyd. Dr. Václav Liška, 2013, 106 s., ISTL 13-07-9-001
- FROLÍK, František. Osobnosti Berounska a Hořovicka : sbírka autogramů. 1. vyd. Sokolov: Fornica Graphics, 2014. 285 s. ISBN 978-80-87194-46-1.
- FROLÍK, František. Osobnosti Kladenska s ukázkami jejich rukopisů. 1. vyd. Nové Strašecí: Jiří Červenka - Gelton, 2015. 281 s. ISBN 978-80-88125-00-6.
- FROLÍK, František. Osobnosti Rakovnicka a Novostrašecka s ukázkami jejich rukopisů. 1. vyd. Nové Strašecí: Jiří Červenka - Gelton, 2016. 315 s. ISBN 978-80-88125-04-4.
- FROLÍK, František, Podpisy osobností ze Slavína, památeční tisk (vydal Dr. Václav Liška), 2016,106 s.,ISTL17-05-10-020
- FROLÍK, František; VLKOVÁ, Markéta. Osobnosti Slánska a Velvarska s ukázkami jejich rukopisů. 1. vyd. Nové Strašecí: Jiří Červenka - Gelton, 2017. 288 s. ISBN 978-80-88125-06-8.
- FROLÍK, František. Osobnosti čs. legií a jejich rukopisy. 1. vyd. Zlín: Academia Economia, 2017. 126 s. ISBN 978-80-87492-05-5.
- FROLÍK, František, Vlastní rukou aneb státnické podpisy 1918 - 2018, vyd. ČVUT Praha 2018, 104 s., ISBN 978-80-01-06-466-5
- Ukázky ze sbírky rukopisů českých osobností v několika dalších publikacích jiných autorů
- články Kalendária v Novostrašeckém měsíčníku
- články v časopisu Autogram. Klub sběratelů autogramů.Obálka časopisu Autogram.

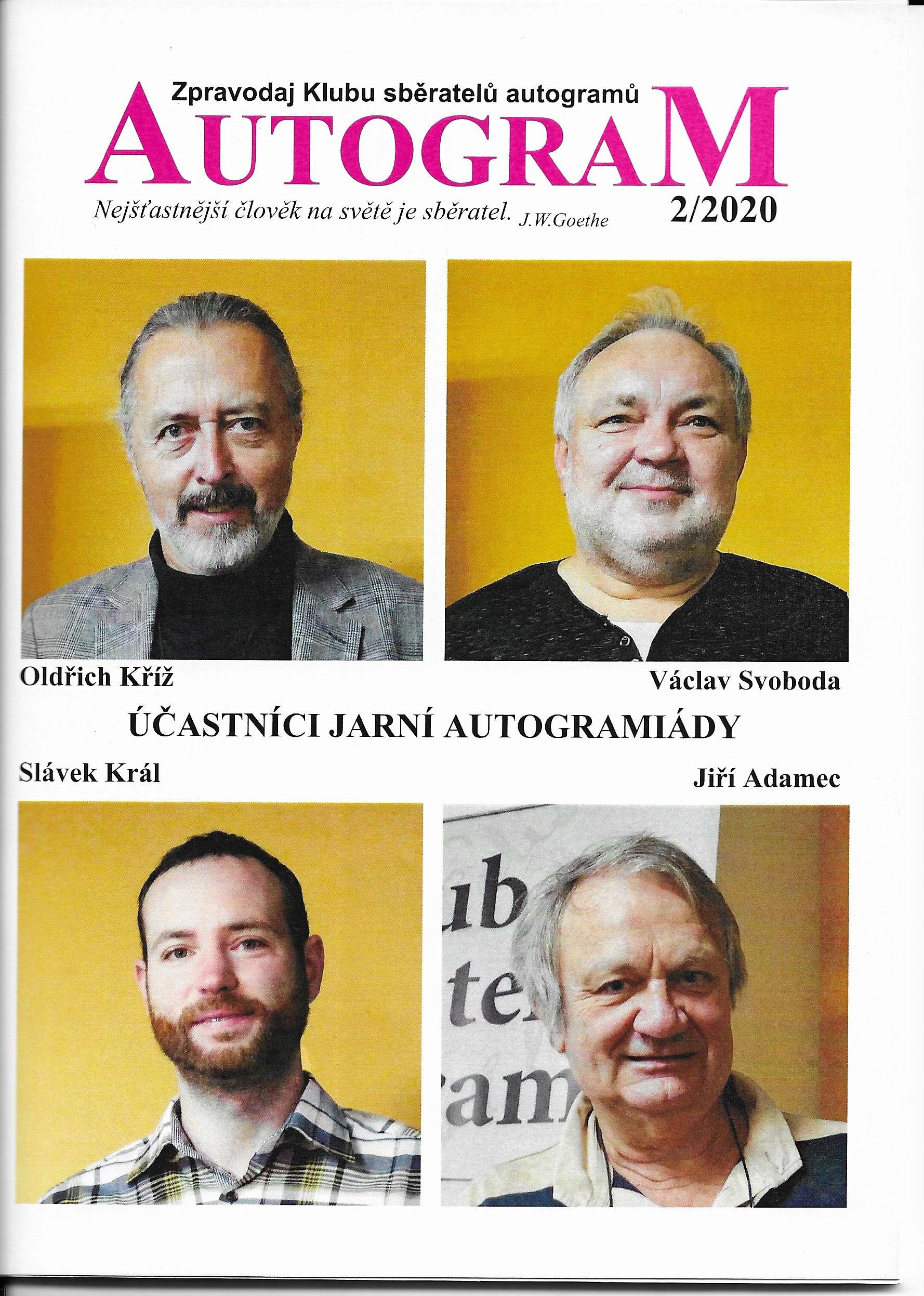
Obálka časopisu Autogram.